# Zak Cummings
Zak Cummings, född 2 augusti 1984 i Irving, är en amerikansk MMA-utövare som sedan 2013 tävlar i organisationen Ultimate Fighting Championship.